# ستيف مايرز
ستيف مايرز (بالإنجليزية: Steve Myers)‏ (6 يوليو 1963 بتلسا في الولايات المتحدة - ) هو لاعب كرة قدم أمريكي في مركز حراسة المرمى. لعب مع تلسا رافنكس.